# The Tenderfoot (téléfilm)
Pour les articles homonymes, voir The Tenderfoot.
Pour plus de détails, voir Fiche technique et Distribution.
The Tenderfoot est un téléfilm réalisé par Robert L. Friend et Byron Paul, produit par Walt Disney Productions et diffusé en trois épisodes à la télévision en 1964 dans l'émission Walt Disney's Wonderful World of Color.

## Fiche technique
- Titre original : The Tenderfoot
- Réalisateur : Byron Paul, Robert L. Friend
- Scénario : Maurice Tombragel
- Image : William Snyder
- Musique : George Bruns
- Producteur : Ron Miller (coproducteur)
- Société de production : Walt Disney Productions

Sauf mention contraire, les informations proviennent des sources suivantes : IMDb

## Distribution
- Brandon de Wilde : Jim Tevis
- Brian Keith : Mose Carson
- James Whitmore : Captain Ewell
- Richard Long : Paul Durand
- Donald May : Thatcher
- Christopher Dark : Pike
- Rafael Campos : Juarez
- James Daly : oncle Max
- Roger Mobley : Dave Jones
- Nehemiah Persoff: Captain Malcione

Source : Dave Smith et IMDb

## Origine et production
Le téléfilm The Tenderfoot a été diffusé dans l'émission Walt Disney's Wonderful World of Color (sur NBC) en trois parties le 18 octobre 1964, le 25 octobre 1964 et le 1er novembre 1964,,.